# Complexul expozițional Romexpo
ROMEXPO este liderul industriei românești de târguri și expoziții, îmbinând tradiția cu experiența și calitatea de nivel internațional, toate în beneficiul expozanților și vizitatorilor specialiști care, an de an, confirmă buna reputație a firmei. 
ROMEXPO este cel mai mare Centru Expozițional din România, spațiile sale fiind adecvate pentru orice tip de eveniment: târguri și expoziții, concerte, spectacole, congrese, evenimente M.I.C.E., demonstrații, competiții sportive, cursuri, întâlniri de afaceri sau petreceri private si este situat în Piața Presei Libere din București. Suprafața totală a centrului expozitional este de peste 300.000 mp din care aproximativ 57.000 de mp reprezintă spațiul efectiv de expunere  (interior si exterior), împărțită în 10 de pavilioane, 5 săli de conferință, 1 spațiu de lucru – CITY HUB și parcarea de peste 2000 locuri. 
Anual sunt organizate si găzduite peste 180 de târguri, expoziții și evenimente la care participă companii din România, dar și din străinătate - gradul de internaționalizare ridicându-se la peste 50%. În anul 2017 centrul a găzduit peste 900.000 de vizitatori și peste 6.600 de expozanți provenind din 46 de țări.
Dintre cele mai importante târguri și expoziții, aflate în top 4, care au loc în fiecare an în centrul expozițional ROMEXPO pot fi enumerate: Târgul internațional de produse și echipamente în domeniul agriculturii, horticulturii, viticulturii și zootehniei - INDAGRA, Târgul Tehnic Internațional București - TIB, Târgul de Turism al României - TTR, dar și BIFE-SIM - Târgul internațional de mobilă, echipamente și accesorii. 
ROMEXPO are ca principal acționar, dar și cel mai important partener, Camera de Comerț și Industrie a României (CCIR)  - cea mai puternică asociație a mediului de afaceri din România, ce reunește întreaga rețea a celor 42 de camere de comert și industrie județene, camerele de comerț bilaterale și asociații profesionale – iar împreună acționează în scopul creării unui mediu de afaceri stabil, coerent și propice dezvoltării sectorului privat, unei economii de piață reale, durabile și orientate către piețe internaționale.
Fiind liderul industriei românești de târguri și expoziții, ROMEXPO este recunoscut și pe plan internațional ca membru al Asociației Globale a Industriei de Expoziții - UFI, al Alianței Târgurilor din Europa Centrală - CEFA, al Uniunii Internaționale de Raportare a Statisticilor Expozițiilor - CENTREX, al Asociației Organizatorilor de Târguri Agricole din Europa - EURASCO și membru fondator al Asociației Organizatorilor de Târguri și Expoziții din România - ASOEXPO.
Programul târgurilor și expozițiilor organizate de ROMEXPO acoperă domeniile cele mai diverse: turism, construcții, amenajări interioare, industrie, mobilier, cosmetice și modă, agricultură, industria alimentară, medicină și multe altele.
In 2016, a fost lansat un ambițios program de dezvoltare și modernizare a Centrului Expozițional, care a început cu deschiderea porților pentru București, Romexpo propunându-și, astfel, sa devina centrul marii relaxări urbane.
În 2022, aici a fost amenajat un centru special pentru mii de refugiatii din Ucraina care au venit fie cu autocarele de la frontieră, fie cu trenurile în Gara de Nord.

## Pavilioane noi, moderne, multifuncționale
În cei peste 55 de ani de existență, Centrul expozițional Romexpo a trecut prin diferite stadii de amenajare, restructurare si modernizare. În 2016, a fost lansat un ambițios program de dezvoltare și modernizare a Centrului Expozițional Romexpo. S-a început cu deschiderea porților pentru București pentru ca Romexpo să devină centrul marii relaxări urbane. 
În luna decembrie 2017, au fost date în folosință noi spații expoziționale, pavilioanele B. Pavilioanele B1 și B2 sunt ideale pentru cele evenimente de talie internațională, au o suprafață expozițională totală de 27.000 mp si o înălțime totală de 14,17 m. Pavilioanele B1 si B2 sunt unite printr-un corp de legătură – B3, formând o structură comună. Pavilionul multifuncțional B3 dispune de 2 săli, adecvate pentru conferințe, lansări și alte evenimente adiacente, precum și de centru de informații, cafenea și bistro, zonă pentru presă. 
Noile pavilioane sunt moderne și multifuncționale, constituind un spațiu indoor unic în România și dispun de dotări ultramoderne.  

## Pavilionul Central

Pavilionul central al complexului

Pavilionul Central al centrului expozițional, numit în timpul regimului comunist mai întâi Pavilionul EREN - "Pavilionul Expoziției Realizărilor Economiei Naționale"  iar apoi "Pavilionul Expoziției Realizărilor Economiei Naționale", a fost construit între anii 1960-1963, pe fostul spațiu al tribunelor hipodromului Băneasa, după planurile arhitecților Ascanio Damian, Mircea Enescu, Vera Hariton și inginer Dan Mateescu. Pavilionul, înalt de 42 m, cu o suprafață construită de 10.000 m² este edificat pe un plan circular cu diametru de 180 m și are o cupolă cu un diametru de 93 m.
În interior, pavilionul este format dintr-o zonă centrală necompartimentată și trei galerii situate la cote diferite, unite prin scări libere, dispuse radiar, care permit accesul vizitatorilor între galerii. Accesul vizitatorilor în clădire se face prin cele două rampe dinspre esplanadă, care formează trena construcției, situate la nivelul primei galerii. Evacuarea în caz de urgență se face prin cele 3 ieșiri, situate la nivelul solului, dispuse opus și perpendicular pe axa intrării principale.
Edificiul realizat din beton, oțel și sticlă, în stilul internațional al vremii, dar inspirat explicit de "pavilionul Z" din cadrul Complexului expozițional din Brno, a avut inițial o cupolă geodezică, cu o structură suplă de zăbrele triunghiulare plane, înlocuită un an mai târziu cu o nouă structură metalică, realizată din arce cu zăbrele. Cupola cât și întreaga construcție a fost proiectată în așa fel încât la construcția ei să poată fi folosite materiale prefabricate.

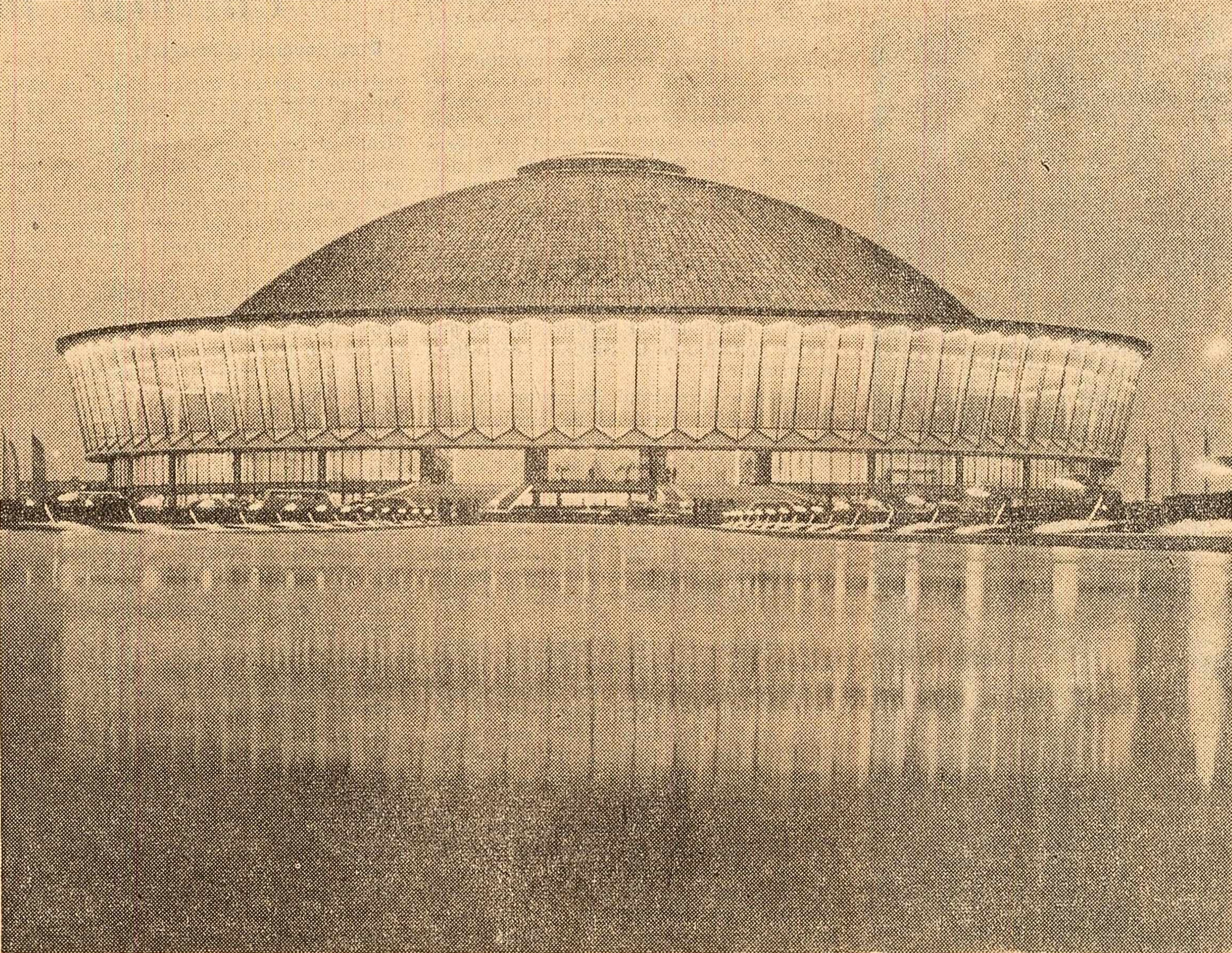
Pavilionul în aprilie 1962

Pavilionul a fost dat inițial în folosință în 27 aprilie 1962. Inaugurarea s-a făcut „cu prilejul sesiunii extraordinare a Marii Adunări Naționale prin care conducerea comunistă a marcat, în fața a 11.000 de participanți, finalizarea colectivizării în România”. Cupola pavilionului s-a prăbușit („s-a "răsturnat”) în martie 1963, datorita unei încărcări inegale cu zăpadă („sarcină excentrică”). Presa vremii a rămas absolut mută despre acest eveniment. Cupola a fost reconstruită și redată în folosință (1964) într-o versiune nouă, din arce de oțel zăbrelite, tridimensionale, mai sigură, dar mai puțin spectaculoasă din punctul de vedere al ingineriei vremii, pasionată de performanțele structurilor din „pânze subțiri”.

## Istoric
În 1959 autoritatea administrativă a Capitalei a decis construirea unui spațiu expozițional, ca efect al creșterii economice accelerate și al extinderii relațiilor comerciale internaționale. Centrul expozițional urma să fie construit folosind soluții arhitecturale de avangardă. Drept urmare, în 1960 se realizează planurile pavilionului 1 - Cupola centrală.
În aprilie 1962 acesta este inaugurat printr-un congres extraordinar al PCR, menit să marcheze încheierea colectivizării în agricultură, la care s-au adus 11.000 de țărani, număr simbolic care să amintească de răscoala din 1907. Arhitectura pavilionului este inspirată de realizările similare din Europa anilor 1950, devenind emblematică pentru Bucureștiul modern. Ea este impusă proiectanților de către membrii guvernării vremii, care au agreat un pavilion similar din Brno, construit deja în 1959. Pavilionul bucureștean, în versiunea lui inițială (înainte de prăbușirea cupolei) imita fidel tipul de structura al cupolei și silueta pavilionului din Brno, cu diferențe de detaliu. 
În 1963 se înființează Oficiul de Expoziții din cadrul Camerei de Comerț a României, care, în 1968, va deveni Întreprinderea de Târguri și Expoziții, specializată în organizarea de expoziții în țară și a participărilor oficiale românești la târguri străine.
De-a lungul anilor, Romexpo a cunoscut o dezvoltare accelerată, găzduind evenimente de referință precum Expoziția Realizărilor Economiei Naționale din 1964 și Târgul Internațional București (TIB) din 1970, care a reunit expozanți din peste 30 de țări.
În octombrie 1970 se organizează prima ediție a TIB desfășurat pe o suprafață totală de 70.000 mp la TIB 1970 au participat peste 1.000 de expozanți din 30 țări din care 18 participări oficiale. Până în 1981, TIB va fi organizat bienal.
În mai 1974 este inaugurat TIBCO - Târgul Internațional de Bunuri de Consum București, desfășurat pe 16.500 mp, având expozanți din 11 țări. Din octombrie 1981 TIB și TIBCO fuzionează, devenind expoziție anuală.
În decembrie 1991 Întreprinderea de Târguri și Expoziții devine ROMEXPO S.A., societate pe acțiuni cu capital privat, având ca acționar majoritar Camera de Comerț și Industrie a României și a Municipiului București.
Începând din 1990 se implementează programul strategic de diversificare a structurii evenimentelor expoziționale, astfel încât de la o manifestare anuală se ajunge la peste 40 de târguri, expoziții și saloane comerciale în 2003.
De la înființarea sa, în 1991, societatea s-a concentrat pe trei strategii: modernizare, diversificare, specializare.
Societatea se bucură de recunoaștere internațională, fiind membră activă a unor organizații de profil precum Asociația Globală a Industriei de Târguri și Expoziții - UFI (din 1993), cea mai importantă organizație mondială în domeniu, precum și a Alianței Târgurilor din Europa Centrală - CEFA (din 2003). În 2004 ROMEXPO devine membru CENTREX - Uniunea Internațională de Raportare Unitară a Indicatorilor Statistici, iar în 2007 devine membru EURASCO - Asociația Organizatorilor de Târguri Agricole din Europa. Totodată este și membru fondator al Asociației Organizatorilor de Târguri și Expoziții din România - ASOEXPO.